# Zaïr Azgour
Заир Азгур
Zaïr Issaakovitch Azgour (en russe : Заи́р Исаа́кович Áзгур ; en biélorusse : Заір Ісаакавіч Азгур), né le 15 janvier 1908 et mort le 18 février 1995, était un sculpteur soviétique et biélorusse, particulièrement actif dans la période soviétique.

## Biographie
Zaïr Azgour est né dans le gouvernement de Moguilev (aujourd'hui voblast de Vitebsk, en Biélorussie). Il commence des études dans cette ville de 1922 à 1925. Puis, de 1925 à 1928, il étudie au Vkhutein (atelier supérieur d'arts et de technique) de Leningrad. Il expose pour la première fois en 1923. Il était principalement actif à Minsk, où parmi ses projets figurait la création de reliefs pour l'opéra. Il crée une série de portraits en bustes de héros de guerre et de personnalités militaires dans les années 1940. À l'Exposition universelle de 1958 à Bruxelles, il remporte une médaille d'argent pour sa statue de Rabindranath Tagore. Des monuments de sa conception ont été érigés à Luhansk en 1947; Minsk en 1947; Borodino en 1949; Souzdal en 1950; et Leninogorsk - un monument à Vladimir Lénine - en 1957. Plus tard dans sa carrière, il expose à Bucarest et à Paris.
La maison et l'atelier de Zaïr Azgour à Minsk constituent désormais un musée.

## Famille et témoignage
En 1945, il épouse Galina Gorelova, fille de l'académicien Gavriil Gorelov.
Zaïr Azgour fut le cousin de la partisane pendue en public à Minsk le 26 octobre 1941, Macha Brouskina. Macha Brouskina était alors âgée de 17 ans.
Cité parmi les vingt témoins ayant identifié Macha Brouskina dans les photographies de l'exécution devant l'usine de levures de Minsk (restée officiellement "martyre inconnue" jusqu'en 1996) dans l'immédiat après-guerre, il finit par se rétracter. Sa proximité avec les autorités soviétiques en tant qu'artiste d'État semble justifier son silence. En effet, pour les autorités soviétiques, les partisans ne devaient être présentés comme étant des résistants juifs.

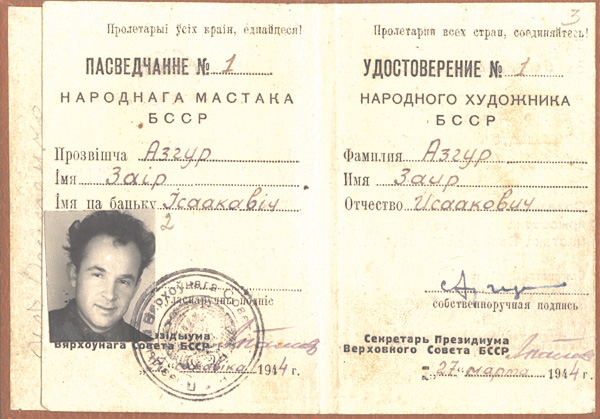
Certificat de Zaïr Azgour, artiste du peuple de la BSSR, 1944

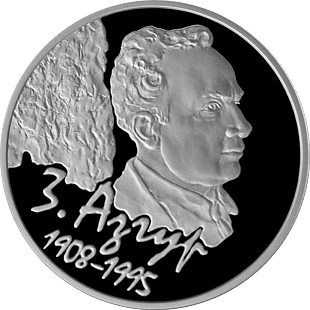

## Honneurs et récompenses
- Héros du travail socialiste
- Deux ordres de Lénine
- Ordre de la révolution d'Octobre
- Deux ordres du Drapeau rouge du Travail
- Ordre de l'Étoile rouge
- Ordre de l'Amitié des Peuples
- Médaille pour la victoire sur l'Allemagne dans la Grande Guerre patriotique 1941-1945
- Médaille "Pour un travail vaillant dans la Grande Guerre patriotique 1941-1945"
- Médaille "A un partisan de la guerre patriotique" 1ère classe
- Médaille "Vétéran du travail"
- Deux prix Staline
- Titre d'artiste du peuple de l'URSS (arts visuels)